# 芦北町立大尼田小学校
芦北町立大尼田小学校（あしきたちょうりつ おおにたしょうがっこう）は、熊本県葦北郡芦北町にあった公立小学校。

## 沿革
- 1874年（明治7年）4月 - 公立佐敷小学校大尼田分教場創立。
- 1887年（明治20年）- 佐敷尋常小学校大尼田分教場と改称。
- 1888年（明治21年） - 芦北北部高等小学校大尼田分教場と改称。
- 1893年（明治26年） - 大尼田尋常小学校となる。
- 1941年（昭和16年） - 大尼田国民学校と改称。
- 1947年（昭和22年） - 佐敷町立大尼田小学校と改称。
- 1955年（昭和30年） - 葦北町立大尼田小学校と改称
- 1970年（昭和45年） - 芦北町立大尼田小学校と改称
- 2002年（平成14年）3月 - 芦北町立佐敷小学校へ統合